# Rafael Castillo Zapata
Rafael Eduardo José Gregorio Castillo Zapata (Caracas, 13 de febrero de 1958) es un escritor, poeta, ensayista, crítico y artista visual venezolano.

## Carrera
Castillo Zapata es Doctor en Letras por la Universidad Simón Bolívar. Desde 1989 es Profesor Agregado de la Escuela de Letras de la Universidad Central de Venezuela y actualmente se desempeña como Jefe del Departamento de Teoría de la Literatura de dicha institución. Es investigador en el Centro de Estudios Latinoamericanos Rómulo Gallegos (CELARG) y ha sido Profesor Invitado en Brown University (1993), Universidad de Los Andes, Mérida (1996) y Rutgers University (2006). 
Perteneció en la década de los ochenta a los grupos literarios Guaire y Tráfico.
Árbol que cree torcido (1984), fue el primero de sus poemarios, seguido de Estación de tránsito (1992) y Providence (1995). Fenomenología del bolero (1990) y La espiral incesante (2010), son parte de su obra crítica y ensayística.

## Obra

### Poesía
- Árbol que crece torcido, 1984
- Estación de tránsito, 1992
- Parte de piedra, 1992
- Mecánica celeste, 1992
- Providence, 1995
- Boris Pilniak, 1938, 1999
- El cielo interrumpido, 2008

### Ensayo
- Fenomenología del bolero, Monte Ávila Editores. 1990
- El semiólogo salvaje, 1997. Premio Fundarte de Ensayo
- Un viaje ilustrado, 1997
- Harar y la rodilla rota, 2006
- El legislador intempestivo, 2006
- Rostros y miradas: Conferencias sobre el autorretrato en Venezuela, Editorial Fundación Empresas Polar, 2007
- La espiral incesante: Lezama y sus herederos, Fundación Celarg, 2010

### Diarios
- Travesías. Diarios de viajes. I: La relación infinita 1990-2010, 2012
- Tratados. Diarios. I: la tentación de escribir, 2008, 2013
- Tratados. Diarios. II: las palabras y los días, 2009, 2013
- Tratados. Diarios. III: la alienación necesaria, 2010/1, 2014
- Tratados. Diarios. III: la alienación necesaria, 2010/2, 2014

### Antologías
- Estancias, Editorial Equinoccio. 2009
- Poesía reunida, 1984 - 2008, Oscar Todtmann editores, 2023